# Perito Moreno nationalpark
Perito Moreno nationalpark (spanska: Parque Nacional Perito Francisco P. Moreno) är en nationalpark i Argentina.   Den ligger i provinsen Santa Cruz, i den södra delen av landet, 1 900 km sydväst om huvudstaden Buenos Aires. Perito Moreno nationalpark ligger 1 301 meter över havet. Den ligger vid sjön Lago Burmeister.
Terrängen i Perito Moreno nationalpark är bergig åt nordost, men åt sydväst är den kuperad. Trakten runt Perito Moreno nationalpark är nära nog obefolkad, med mindre än två invånare per kvadratkilometer.. 
Landskapet i Perito Moreno nationalpark består i huvudsak av gräsmarker. Årsmedeltemperaturen i trakten är 1 °C. Den varmaste månaden är januari, då medeltemperaturen är 8 °C, och den kallaste är juli, med −8 °C. Genomsnittlig årsnederbörd är 721 millimeter. Den regnigaste månaden är maj, med i genomsnitt 119 mm nederbörd, och den torraste är mars, med 26 mm nederbörd.